# Democrazia ateniese
(Pericle, discorso riportato in Tucidide, II, 37, 1)

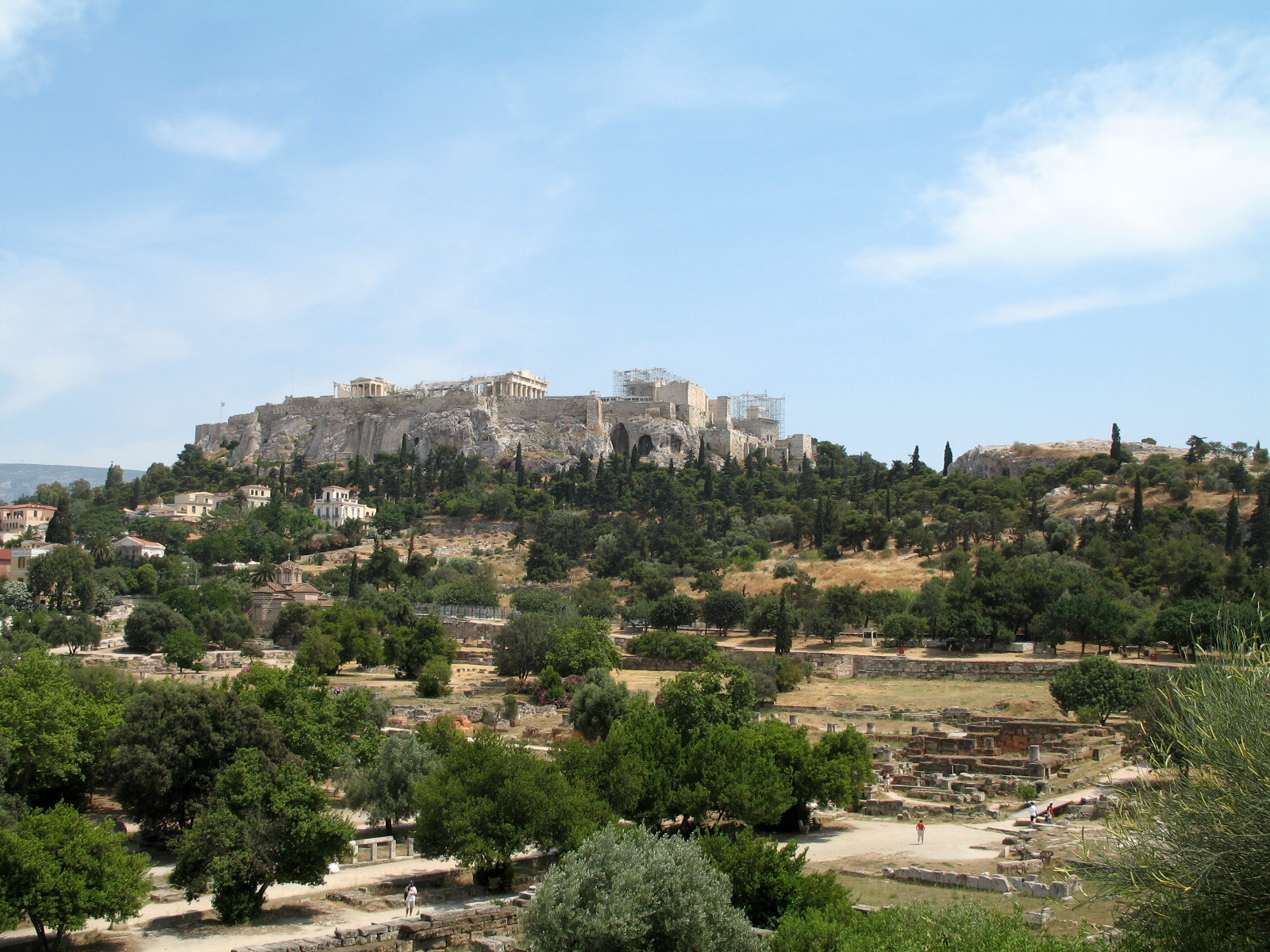
L'agorà di Atene, dove si riunivano anticamente i cittadini ateniesi per legiferare, sovrastata dall'acropoli

La democrazia ateniese è la prima forma di governo democratica attestata nella storia. Imitato da altre città, il sistema ateniese prevedeva che un limitato numero di cittadini, adulti e di sesso maschile, dai 30.000 ai 50.000 su una popolazione di 250/300.000, potesse proporre disegni di legge e votare quelle di iniziativa di un organo esecutivo, anch'esso selezionato tra la popolazione. Non è da sottovalutare, inoltre, il ruolo del teatro e della satira politica come strumento di propaganda di influenza della pubblica opinione.
Tra i principali esponenti che contribuirono allo sviluppo della democrazia ateniese si annoverano: Solone (594 a.C.), Clìstene (508/7 a.C.), Temistocle (490 a.C.) ed Efialte (461 a.C.).
Il politico democratico più influente fu, tuttavia, Pericle, con cui la democrazia raggiunse la sua forma più compiuta. Dopo la sua morte, la democrazia ateniese fu interrotta due volte da brevi parentesi oligarchiche, verso la fine della guerra del Peloponneso. Nel corso del IV secolo, pur con alcune riforme, il sistema fu sostanzialmente mantenuto fino alla sua soppressione, nel 322 a.C., ad opera dei Macedoni. Alcune istituzioni rimasero fino alla conquista romana ma, in ogni caso, è discusso quanto fossero vicini ad una vera democrazia.

## Storia e sviluppo
La parola "democrazia"(in greco: δημοκρατία) combina gli elementi demos (δῆμος, "popolo") e krátos (κράτος, "potere") ed è attestata in Erodoto, la cui opera è datata tra il 440 ed il 430 a.C.; non è, invece, noto se lo storico di Alicarnasso abbia ripreso un termine già in uso in precedenza. È, infine, attestata da Senofonte l'esistenza del nome Democrate, forse coniato per lealtà alla democrazia.

### Origini
Atene, naturalmente, non fu l'unica polis nella Grecia antica ad istituire un regime democratico: lo stesso Aristotele, infatti, citò diverse altre città ma solo con riferimento ad Atene si possono riscontrare alcuni specifici eventi che, nel corso del VI secolo, hanno portato alla istituzione della democrazia.
Prima del primo tentativo di governo democratico, Atene era governata da una serie di arconti o sommi magistrati, e dall'Areopago, composto da ex-arconti i quali, generalmente, erano espressione del ceto aristocratico. Nel 621 a.C., Dracone codificò un primo corpus di norme penali che, al di là della durezza e del favore verso la aristocrazia, segnò il primo, tenue, limite all'arbitrio dei giudici; in ogni caso, si dimostrarono insufficienti a prevenire le lotte per il potere tra le diverse fazioni aristocratiche.
Pertanto, nel VI secolo, gli ateniesi, indeboliti dalla lotta tra le diverse fazioni ed esasperati dalla protervia dell'aristocrazia, chiamarono al potere Solone, all'epoca arconte, affinché garantisse un compromesso. Solone ebbe il merito di ridimensionare il peso sociale ed economico dell'aristocrazia e di garantire una maggiore partecipazione popolare alla vita pubblica sebbene l'affrancamento delle classi lavoratrici comportò, quale conseguenza, lo sviluppo di un sistema economico schiavista.
In ogni caso, mediando tra le opposte fazioni, Solone riuscì ad assorbire l'aristocrazia tradizionale all'interno della cittadinanza che, composta da soggetti dotati di determinati requisiti di censo, poteva partecipare alle riunioni dell'assemblea ed essere selezionato come arconte. Accanto all'Areopago, le cui funzioni di supremo organo giudicante rimasero inalterate, fu istituita un'assemblea, l'Ecclesia, aperta a tutti i cittadini di sesso maschile il cui ordine del giorno era determinato dal consiglio dei 400, composto da 100 membri per ciascuna delle quattro tribù in cui pose i singoli cittadini a seconda del reddito e del patrimonio posseduto.

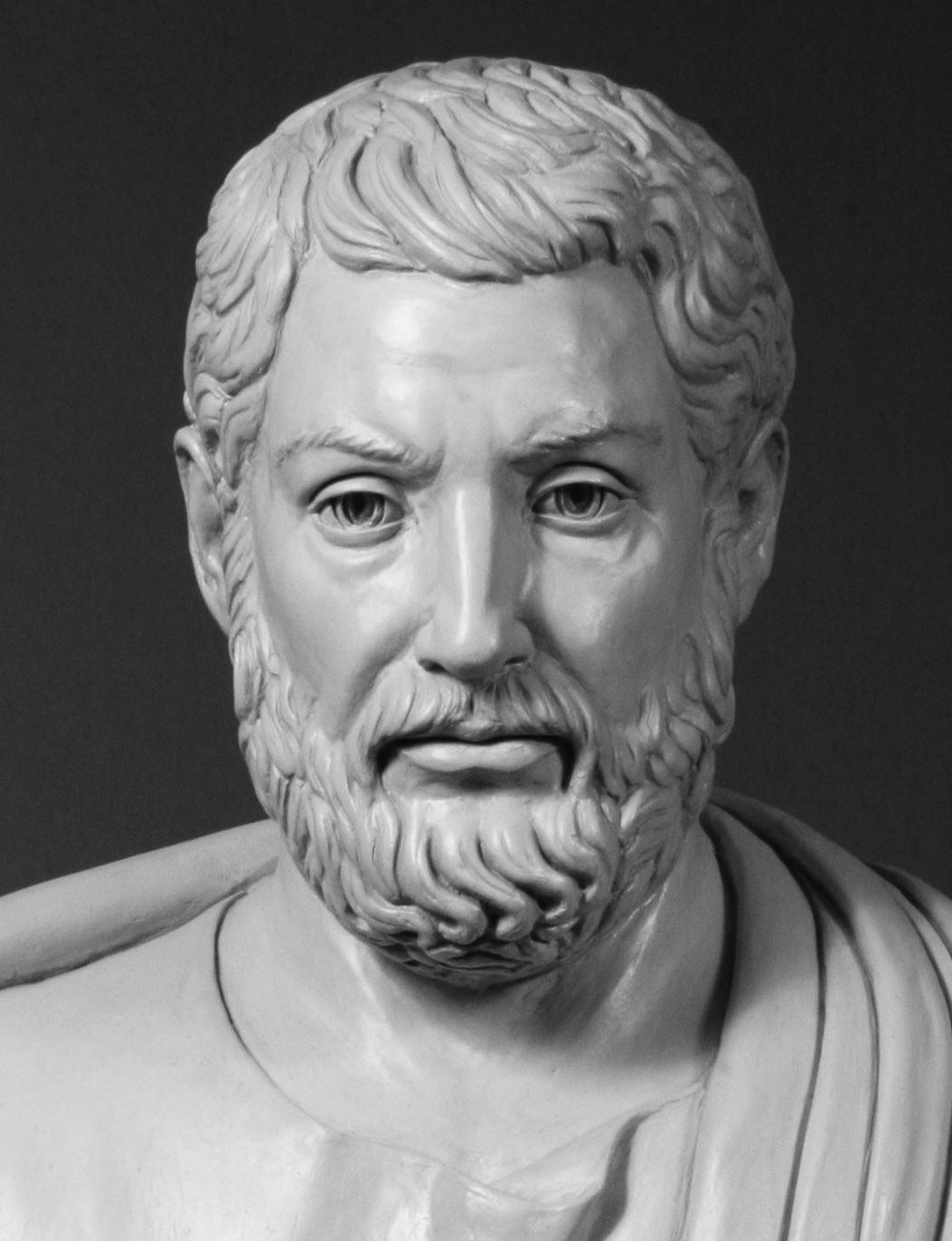
Clistene.

Dopo Solone, tuttavia, ripresero le lotte tra aristocrazia e classi medie ed il regime democratico fu rovesciato dalla tirannide di Pisistrato e dei suoi figli, Ippia ed Ipparco. Nel 510 a.C., la tirannide fu abbattuta dalla famiglia degli Alcmeonidi, il cui capo, Clistene,  restaurò la costituzione di Solone.
Dopo una fase di assestamento, nel 508/507 a.C., Clistene attuò una serie di riforme avendo come obiettivo il consolidamento delle istituzioni cittadine secondo un criterio politico e non più geografico: in primo luogo, sostituì le quattro tribù tradizionali con dieci nuove tribù, ognuna delle quali fu composta da tre trittie, a loro volta costituite da tre demi presso i quali venivano registrati tutti i cittadini ateniesi, di sesso maschile, che avessero compiuto i 18 anni. In secondo luogo fu istituita la Boulé, assemblea legislativa di 500 membri, 50 per ogni tribù, che deteneva competenze in materia di politica estera, sicurezza, tesoreria e che, infine, deteneva l'iniziativa legislativa insieme all'Ecclesia.
L'ultima grande riforma fu quella di Efialte di Atene, datata al 462/461 a.C. e che sottrasse all'Areopago quasi tutte le sue funzioni di controllo (lasciò solo le funzioni di giudice per i casi di omicidio volontario e sacrilegio) e poi aprì la sua composizione alle classi medie, riducendo non poco l'influenza dell'aristocrazia.

## Partecipazione

### Stime del corpo elettorale
Sebbene le stime della popolazione di Atene varino a seconda delle fonti, è assai probabile che nel corso del V secolo a.C., al tempo di Pericle, l'Attica ospitasse una popolazione di 250.000-300.000 persone: di queste, solo 100.000 avrebbero avuto la cittadinanza e solo 30.000 avrebbero posseduto, oltre alla cittadinanza, il requisito del sesso maschile e dell'età adulta. Bisogna tuttavia ricordare che il numero di cittadini votanti nel corso del V secolo a.C. era certamente più alto, stimabile attorno alle 60.000 persone, che si ridussero sia per via dell'introduzione, ad opera di Pericle, di leggi più restrittive in materia di cittadinanza, sia per le perdite umane nel corso della Guerra del Peloponneso
Inoltre, se da un punto di vista moderno, tali cifre possono sembrare di poco conto occorre notare, a titolo di confronto, che gran parte delle poleis avrebbe potuto radunare solo 1.000-1.500 cittadini adulti e che Corinto, una delle più popolose città dell'epoca, poteva annoverare non più di 15.000 cittadini.
Quanto alla componente esclusa dalla cittadinanza, essa era costituita da stranieri residenti, i meteci e dalla rilevante popolazione servile: intorno al 338 a.C., l'oratore Iperide affermò che il numero degli schiavi era pari a 150.000, anche se tale dato è ritenuto un'impressione.

### Cittadinanza
Benché l'Atene classica sia considerata il primo esempio compiuto di democrazia, non bisogna dimenticare che solo i cittadini ateniesi adulti di sesso maschile che avevano completato l'addestramento militare (efebia) godevano del diritto di voto. In sintesi, alla vita politica partecipava una percentuale che andava tra il 10 ed il 20% della intera popolazione presente.
Questo escludeva dalla partecipazione politica gran parte della popolazione: minori, donne (anche quelle discendenti da cittadini ateniesi), schiavi (compresi coloro che avessero ricevuto la libertà) ed infine i residenti stranieri.
Le donne, infatti, anche se erano titolari della cittadinanza e di limitati diritti patrimoniali, rimasero sempre escluse dalla vita pubblica e spesso erano relegate in apposite sezioni delle abitazioni.
Erano altresì esclusi dal diritto di voto i cittadini i cui diritti erano posti in sospensione (era il caso tipico del mancato pagamento di un debito nei confronti della città) e potevano anche non essere reintegrati, con effetti permanenti (anche sui discendenti).
Naturalmente, ad Atene alcuni cittadini erano assai più attivi di altri ma il vasto numero di disegni di legge e proposte dimostrano una larghezza di partecipazione diretta tra gli aventi diritto assai più forte rispetto anche alle democrazie odierne.
Il diritto di cittadinanza, inoltre, seguiva il modello dello ius sanguinis, ovvero bisognava discendere da un genitore in possesso della stessa cittadinanza; in seguito, nel 450 a.C., una riforma di Pericle e Cimone sancì che i cittadini ateniesi sarebbero dovuti discendere in linea paterna e materna da altrettanti cittadini ateniesi.
Va aggiunto, poi, che, sebbene tale legge non avesse efficacia retroattiva, nel 455 a.C., quando il faraone inviò un carico di grano in dono, da ripartirsi tra i cittadini, furono effettuate indagini e rimossi dai registri numerosi soggetti che non godevano del requisito della cittadinanza di entrambi i genitori.
L'assemblea cittadina, infine, poteva conferire la cittadinanza ateniese non solo agli individui ma anche ad interi gruppi di persone 
(ad esempio, per i cittadini di Platea e di Samo, rispettivamente nel 427 e nel 405 a.C.) purché si fossero resi benemeriti nei confronti degli Ateniesi; tale deliberazione, tuttavia, doveva essere attuata con un quorum speciale di almeno 6.000 voti favorevoli.

## Sistema istituzionale

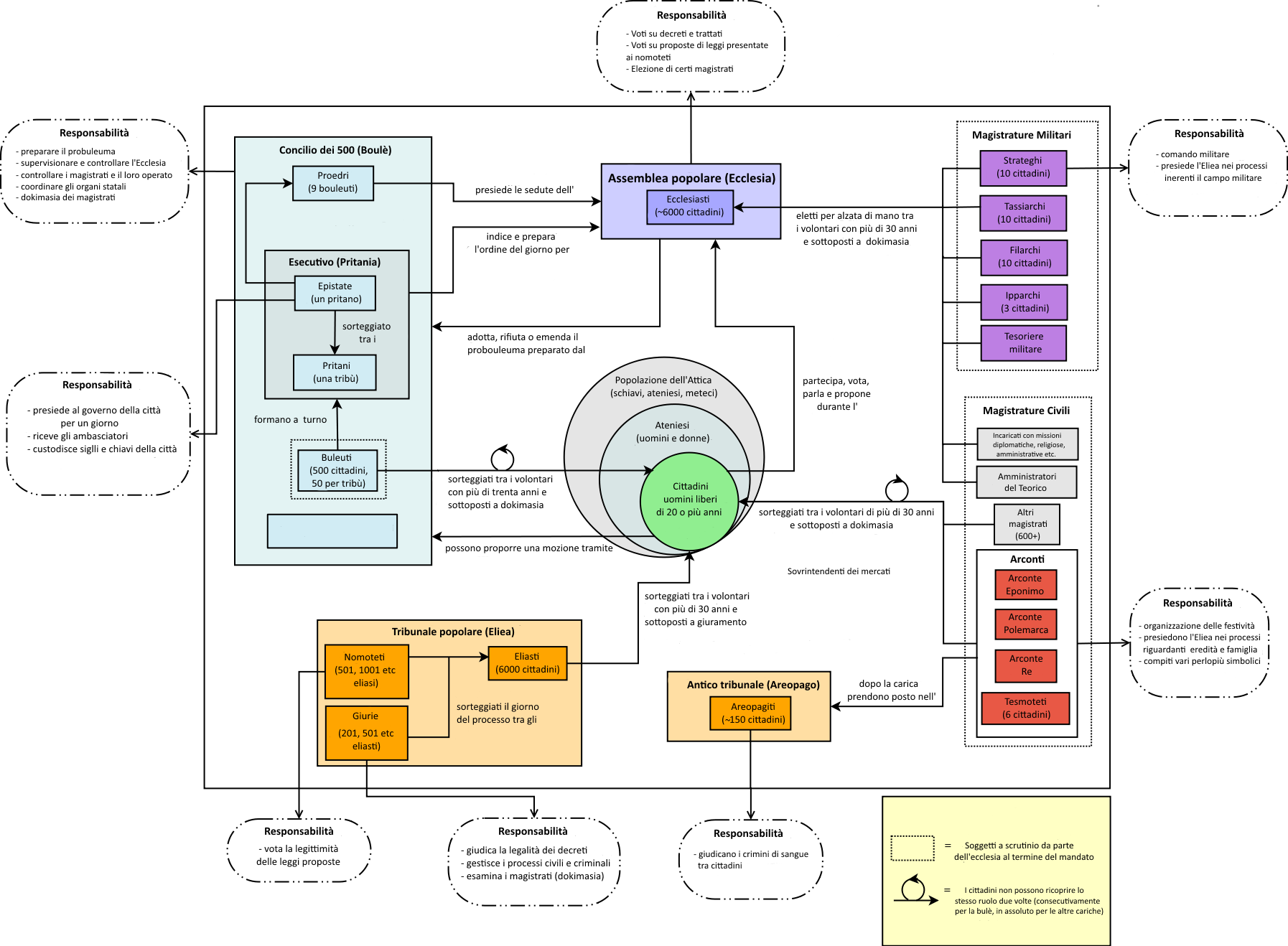
Costituzione di Atene, IV secolo a.C.

Il sistema istituzionale ateniese si imponeva su tre pilastri: l'assemblea o Ecclesia, composta da tutti i cittadini dotati del diritto di voto, il Consiglio dei 500 o Bulè ed infine le corti (i cui magistrati erano sorteggiati tra i cittadini aventi un'età superiore ai trent'anni). 
Va, inoltre, aggiunto che in taluni casi la stessa assemblea cittadina poteva ricoprire funzioni giudiziarie anche se in forma eccezionale.
Infine, oltre a tali organi, non va sottovalutato il ruolo degli Arconti e dell'Areopago che, specialmente nei primi tempi, ricoprivano importanti funzioni di natura esecutiva e di controllo sull'operato dell'assemblea e del consiglio.

### Ecclesia
A differenza di un parlamento odierno, i cui membri sono elettivi in base ad uno specifico sistema elettorale, Atene può essere considerata come una democrazia diretta dal momento che erano gli stessi cittadini, purché efebi e titolari dei diritti politici, a partecipare alle riunioni dell'assemblea o Ecclesia (ἐκκλησία, ekklesia); tale partecipazione, peraltro, non veniva considerata come una mera facoltà, bensì come un dovere.
L'assemblea deteneva quattro funzioni principali: legiferava mediante lo strumento dei decreti, sovrintendeva alla politica estera (dichiarava guerra, ratificava trattati di pace, accreditava gli ambasciatori), eleggeva alcuni funzionari (gli strategoi) ed infine aveva funzioni giurisdizionali con particolare riferimento per i reati politici (che, comunque, furono in seguito demandati ai tribunali ordinari).
Ogni cittadino poteva presentare una propria proposta all'assemblea, le cui riunioni erano, in effetti, nulla di più che dibattiti tra i singoli oratori cui seguiva una votazione di assenso o diniego mediante alzata di mano. Va aggiunto che, sebbene vi fossero presenti blocchi di opinioni, talvolta duraturi, non esistevano partiti politici veri e propri così come un sistema di governo e di opposizione. Ogni deliberazione, pertanto, era assunta a maggioranza e, qualora l'assemblea avesse assunto una deliberazione contraria alla normativa vigente, i singoli proponenti di tale iniziativa potevano subire sanzioni.
Come sovente accadeva nelle democrazie antiche, la partecipazione fisica alla riunione era requisito imprescindibile per la votazione e pertanto il servizio militare impediva l'esercizio della cittadinanza. Il voto avveniva mediante alzata di mano (χειροτονία,  kheirotonia )  mentre alcuni funzionari, eletti dalla stessa assemblea, controllavano la regolarità della procedura; nel caso in cui il numero fosse incerto, ogni cittadino poteva richiedere ai funzionari un conteggio dettagliato dei singoli voti.
In taluni casi, era richiesto un quorum di 6.000 voti (in particolare era in uso per le concessioni di cittadinanza); il voto avveniva mediante l'uso di pietre colorate, bianco per esprimere assenso e nero per respingere la proposta: al termine della sessione, ogni elettore gettava un sasso in un vaso di creta che poi veniva rotto dai funzionari i quali avrebbero attuato il conteggio finale. Le deliberazioni in materia di ostracismo avvenivano nelle medesime modalità con la differenza che i piccoli sassi colorati erano sostituiti da un coccio di ceramica su cui il cittadino scriveva il nome della persona che intendeva inviare in esilio.

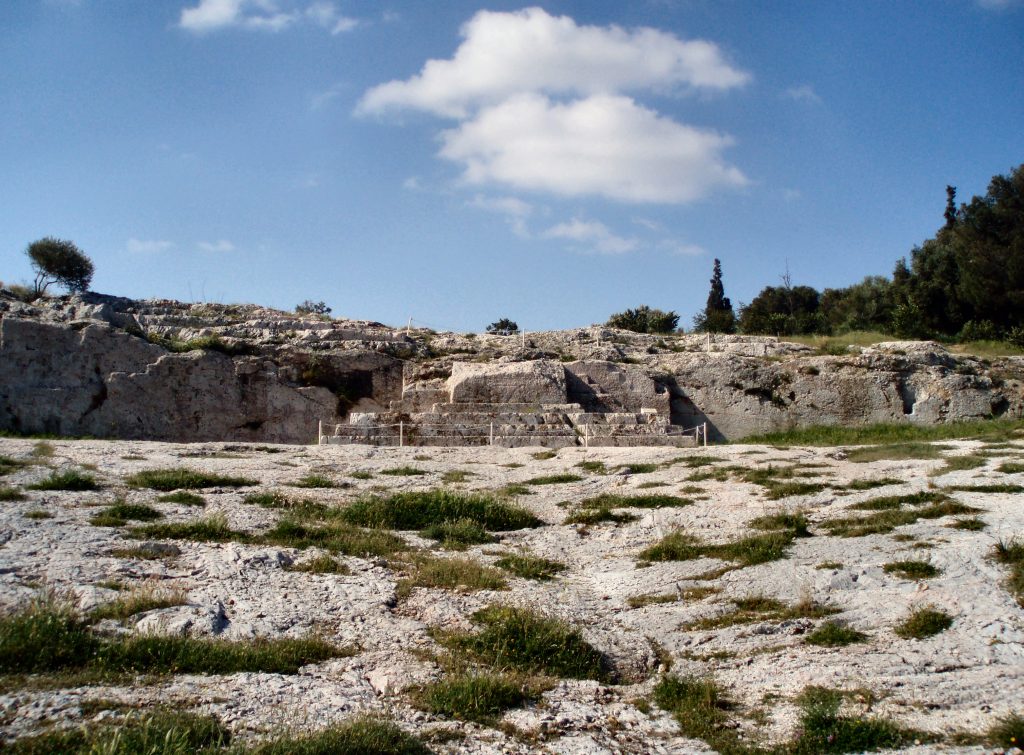
La Pnice, luogo in cui si riuniva l'Ecclesia.

Le riunioni si svolgevano sempre presso la Pnice (tranne che per i casi di ostracismo): nel V secolo a.C., erano fissati dieci incontri obbligatori all'anno (kuriai ekklesíai), uno per ogni mese mentre in seguito il numero di incontri fu fissato a quaranta, quattro per mese; non era stabilito un intervallo fisso tra una riunione e quella seguente; inoltre, ulteriori sedute potevano essere convocate tanto più che, almeno fino al 355 a.C., i processi a carico dei politici erano svolti direttamente dall'assemblea.
La partecipazione all'assemblea non fu sempre volontaria: infatti, nel V secolo schiavi pubblici, dopo l'inizio della deliberazione, chiudevano i punti di accesso alla Pnice con una cordicella rossa macchiata ed i ritardatari che, pertanto, per entrare erano costretti a macchiarsi le vesti, ricevevano una multa. Con il ripristino della democrazia, nel 403 a.C., fu reintrodotto l'uso del gettone di presenza che in seguito fu concesso ai primi 6.000 partecipanti.

### Boulé
Il primo nucleo della Boulé fu il cosiddetto Consiglio dei 400, istituito nel 594 a.C., da Solone al fine di dirigere i lavori dell'Ecclesia; con Clistene il numero dei membri fu incrementato a 500, cinquanta per ciascuna delle dieci tribù, sorteggiati ogni anno tra le persone che avessero compiuto almeno trent'anni.
Sin dalle origini, la funzione più rilevante della Boulé fu quella di redigere le deliberazioni (probouleumata), per la discussione e l'approvazione nell'Ecclesia ma, oltre a ciò, controllava le finanze, la manutenzione della flotta e della cavalleria, giudicava l'idoneità dei magistrati eletti, riceveva gli ambasciatori stranieri ed infine consigliava gli strateghi sulle questioni militari; in caso di emergenza, l'Ecclesia poteva delegare alla Boulé poteri straordinari di intervento.
Secondo lo storico John Thorley, la composizione del consiglio fu eccezionalmente curata: Clistene, infatti, limitò l'elettorato passivo alla Boulé ai soli cittadini che appartenessero alla classe degli zeugiti o a quelle superiori e che, in ogni caso, avrebbero dovuto ricevere l'approvazione da parte del demo di appartenenza e che quindi erano titolari di un reddito sicuro e di una certa esperienza almeno nella politica locale.
I membri di ciascuna delle dieci tribù si alternavano ad agire in un comitato ristretto permanente, la Pritania per un periodo di 36 giorni. Tutti e cinquanta i pritani venivano alloggiati nel Tholos del Pritaneo, un edificio adiacente al bouleterion, luogo di incontro della Boulé. Ogni giorno un pritano veniva selezionato come Epistate ed era tenuto a restare nel tholos per le 24 ore del proprio ufficio allo scopo di presiedere, se vi fosse stata, una riunione della Boulé o dell'Ecclesia. L'Epistate esercitava le attribuzioni di capo dello Stato, controllando gli archivi delle leggi e custodendo le chiavi della città.
Infine, la Boulé fungeva anche da comitato esecutivo per l'assemblea e supervisionava l'attività dei magistrati: coordinava le attività amministrative, aveva funzioni di consulenza nelle materie economiche, militari e religiose, ed inoltre chiedeva conto dell'attività dei singoli magistrati; in ogni caso aveva margini di manovra assai limitati dal momento che l'attività di sorveglianza dell'amministrazione si svolgeva in ossequio alla volontà dell'Assemblea di cui redigeva gli ordini del giorno.

### Arconti e Areopago
Prima della riforma di Solone, nel VII secolo a.C., Atene era governata da nove arconti (agli inizi erano solo tre ma in seguito furono incrementati) e dal consiglio dell'Areopago, composto da arconti scaduti dal mandato, mentre è messa in discussione l'assemblea cittadina.
Entrambi gli organi erano espressioni dell'aristocrazia e Solone, per ridurne l'importanza, decise di abbassare il censo per la selezione degli arconti ed istituire una prima forma compiuta di assemblea popolare senza, però, ridurre le competenze esecutive degli Arconti e quelle giudiziarie dell'Areopago.
In seguito, Clistene, senza attenuare i requisiti di censo, dispose che gli Arconti sarebbero stati eletti dall'Ecclesia; il ruolo dell'Areopago quale supremo tribunale giurisdizionale non fu intaccato ed in effetti mantenne il diritto di veto sulle deliberazioni incostituzionali poste dall'Assemblea, dalla Buolé o dai magistrati.
Infine, Efialte e poi Pericle ridussero notevolmente i poteri dell'Areopago, trasferendone ogni competenza di natura politica alla Boulé e lasciandogli esclusivamente un ruolo di tribunale per i reati più rilevanti, come già appare ne Le Eumenidi di Eschilo (458 a.C.).
Benché gli Arconti rimasero sempre i detentori effettivi del potere esecutivo della città, rimasero sempre gerarchicamente inferiori all'Epistate, che formalmente, essendo capo dello Stato, era magistratura superiore.

### Incarichi pubblici
Ogni anno, circa 1.100 cittadini (compresi i membri del Consiglio dei 500) tenevano uffici pubblici; alle cariche pubbliche si accedeva in due modi: mediante sorteggio casuale, per gli incarichi privi di specializzazione, e tramite elezione, usata solo per i cento incarichi pubblici più rilevanti e prestigiosi. Questo sistema, con la notevole eccezione della strategia, faceva sì che ogni carica pubblica tendenzialmente fosse ricoperta una volta sola dalla stessa persona, favorendo un facile ricambio politico; ad esempio era proibito ricoprire la carica di Consigliere presso la Boulé in due anni consecutivi anche se era ammesso che la stessa persona, nell'arco della propria vita, si potesse candidare almeno due volte.
Di conseguenza, parte dell'ethos della democrazia era la costruzione di una competenza generale derivante dal continuo coinvolgimento dei cittadini ed, in effetti, i dieci strateghi, eletti annualmente, dovevano la propria importanza ed il proprio prestigio non tanto ai poteri costituzionalmente attribuiti, quanto, piuttosto, alla fiducia accordata in assemblea tramite l'elezione. Bisogna, poi, ricordare che, nel corso delle sessioni dell'Assemblea, i cittadini potevano richiedere inchieste, mettere sotto osservazione o rimuovere (anche con l'aggiunta di sanzioni) i detentori di uffici pubblici i quali, in ogni caso, prima di assumere la carica erano soggetti ad un approfondito esame da parte della Boulé (dokimasia), in cui sarebbero potuti essere squalificati, ed erano considerati in tutto e per tutto come "agenti del popolo".
Per tale concezione, erano distinti dall'Assemblea medesima o dalle corti che, essendo considerate come la diretta emanazione della volontà della popolazione, non riconoscevano altra autorità al di sopra di quella popolare e pertanto nessun membro dell'Ecclesia o di una giuria poteva essere rimosso, messo sotto accusa o punito (tranne che con il graphe paranómōn, comunque riservato ad un altro cittadino). Inoltre, vi erano limitazioni all'accesso alle cariche pubbliche: il limite minimo di età, pari a trent'anni, escludeva almeno un terzo della popolazione mentre non è nota la percentuale dei cittadini soggetti ad "atimia", perdita o sospensione dei diritti politici.
In sintesi, la competenza della persona non era il problema principale, piuttosto, almeno nel IV secolo a.C., la idea politica del candidato ovvero se fosse fautore della democrazia o avesse tendenze oligarchiche e questo timore poteva incidere sull'esame finale (euthunai , letteralmente rendiconto) delle prestazioni del funzionario una volta che il suo mandato fosse scaduto: talvolta erano brevi e formali, in altri casi, minuziosi e si svolgevano davanti alla giuria per ottenere il massimo accertamento possibile e non di rado potevano comportare l'applicazioni di severe sanzioni.
In conclusione, il potere esercitato da tali funzionari era di amministrazione o di esecuzione; le loro attribuzioni erano definite con puntigliosa precisione e la capacità di iniziativa limitata; difatti, sebbene potessero applicare sanzioni penali, queste non potevano superare la somma (non rilevante) di cinquanta dracme, oltre la quale il contenzioso doveva essere demandato alle corti.

#### Selezione per sorteggio
Coerentemente con il presupposto di fornire lo sviluppo della massima competenza generale possibile tra i cittadini, l'uso del sorteggio fu considerato come il mezzo più democratico di attribuzione delle cariche pubbliche: una elezione, infatti, avrebbe favorito gli aristocratici, i ricchi, le persone note o dotate di eloquenza; il sorteggio permetteva a chiunque di impegnarsi nell'esperienza democratica, ossia di "governare ed essere governati", oltre che di evitare fenomeni di brogli e di ridurre i pericoli insiti a fenomeni demagogici, specialmente con riferimento ai membri della Boulé e ad alcuni funzionari dal momento che questi organi detenevano una non irrilevante funzione finanziaria.
Naturalmente, l'assegnazione di incarichi di responsabilità a soggetti non competenti era un rischio evidente e conosciuto anche dagli Ateniesi che, infatti, introdussero filtri: un elettorato passivo più elevato, un esame iniziale e finale dell'operato, un sistema di incarichi collegiali o di consiglio o con uno staff di assistenza al fine di garantire un controllo reciproco tra i singoli funzionari (non valeva per gli arconti le cui competenze erano distinte) ed, infine, il controllo dell'assemblea.
Infine, nessuna persona poteva essere sorteggiata due volte per il medesimo ufficio con la sola eccezione della Boulé in cui, per necessità demografica, era ammesso che un individuo potesse ricoprire l'incarico di consigliere due volte nell'arco della propria vita al fine di evitare che una persona potesse accumulare eccessive cariche pubbliche e quindi eccessivo potere.

#### Elezione
Erano elettivi circa un centinaio di funzionari su di un totale di mille e cento; in particolare si accedeva tramite elezione agli incarichi di natura economica ed alla strategia, dal momento che, essendo la ricchezza un prerequisito dell'elezione, in caso di malversazione i fondi potessero essere recuperati dal sequestro dei beni privati.
Particolare, inoltre, era l'incarico dei dieci strateghi dal momento che era l'unico ufficio pubblico per il quale fosse richiesta una specifica esperienza e poiché, grazie ad una maggiore versatilità delle attribuzioni poteva garantire una notevole influenza politica ed istituzionale, come dimostra, tra gli altri, il caso di Pericle. Tale influenza, tuttavia, non derivava di per sé dalle competenze attribuite, assai limitate in tempo di pace, quanto, piuttosto, dal fatto che aveva un rapporto strettissimo con la popolazione.
Ogni funzionario elettivo, infine, era soggetto ad esame, prima di entrare in carica, e a rendiconto, una volta che il mandato fosse scaduto; potevano essere sottoposti ad inchieste assembleari e a rimozione, sempre da parte dell'Ecclesia; non va sottovalutato che l'Assemblea poteva richiedere, in caso di "prestazioni inadeguate", una pesante sanzione pecuniaria, l'applicazione dell'ostracismo ed anche la pena capitale (si veda in merito il processo a carico degli Strateghi dopo la battaglia delle Arginuse).

## Considerazioni

### L'individualismo nella democrazia ateniese
(Pericle in Tucidide, Guerra del Peloponneso, II, 40.)
Dato il presupposto di favorire al massimo la partecipazione pubblica, gli Ateniesi, specialmente i democratici, mantennero un forte disprezzo nei confronti di coloro che non si impegnavano nella vita pubblica o che perseguivano interessi privatistici a danno della comunità di cui si trova, tuttora, traccia nell'insulto moderno idiota (ἰδιώτης, idiotes) che in origine, infatti, indicava per l'appunto la persona non interessata alla vita politica cittadina e che era oggetto di forte disprezzo collettivo.

### Importanza

L'evoluzione della democrazia ateniese

La democrazia greca costituì un fenomeno isolato nel tempo e nello spazio: infatti è stato un evento storicamente breve e ha attecchito solo in alcune poleis dell'antica Grecia.
Nonostante ciò, questo primo seme di democrazia ha contribuito in modo drastico all'evoluzione del mondo, del pensiero e della politica occidentale, influendo sul concetto di democrazia moderno, anche se quest'ultimo è radicalmente differente.

### Controversie
Per lo stato erano da considerare liberi e uguali tutti i cittadini; l'uguaglianza del voto esercitato nell'assemblea dai cittadini ateniesi era detta isopsefia, in greco antico: ἰσοψηφία?, isopsēphía, composta da "ἴσος (ísos)" che significa "uguale" e "ψῆφος (psêphos)" che significa "sassolino" ma anche "voto", dato che gli ateniesi utilizzavano dei sassolini per esprimere il loro voto.
Fra i cittadini si potevano però annoverare (per una legge di Pericle del 450 a.C.) solamente i maggiorenni di sesso maschile, figli di genitori entrambi ateniesi.
Quindi spesso questa forma di democrazia greca è stata definita dagli storici schiavista, poiché fondava la sua prosperità ed efficacia sull'utilizzo di un'incontrollata schiavitù, oltre che sulla totale discriminazione del sesso femminile: solamente gli uomini ateniesi maggiorenni avevano il diritto di eleggibilità; invece a donne e schiavi (spesso stranieri) era negata, sia l'eleggibilità attiva sia quella passiva.